# Prekurzor
A kémiában prekurzor (más néven előanyag) olyan vegyület, mely egy másik vegyületet előállító reakcióban vesz részt. A biokémia szűkebb értelemben használja a fogalmat. Itt egy vegyület prekurzorán az anyagcsereláncban őt közvetlenül megelőző vegyületet értik.

## Kapcsolódó lapok
- Anyagcsere